# Kirkkokangas
Kirkkokangas est  un  quartier du district de Myllyoja de la ville d'Oulu en Finlande.

## Description
Le quartier compte 773 habitants (31.12.2018).

## Galerie

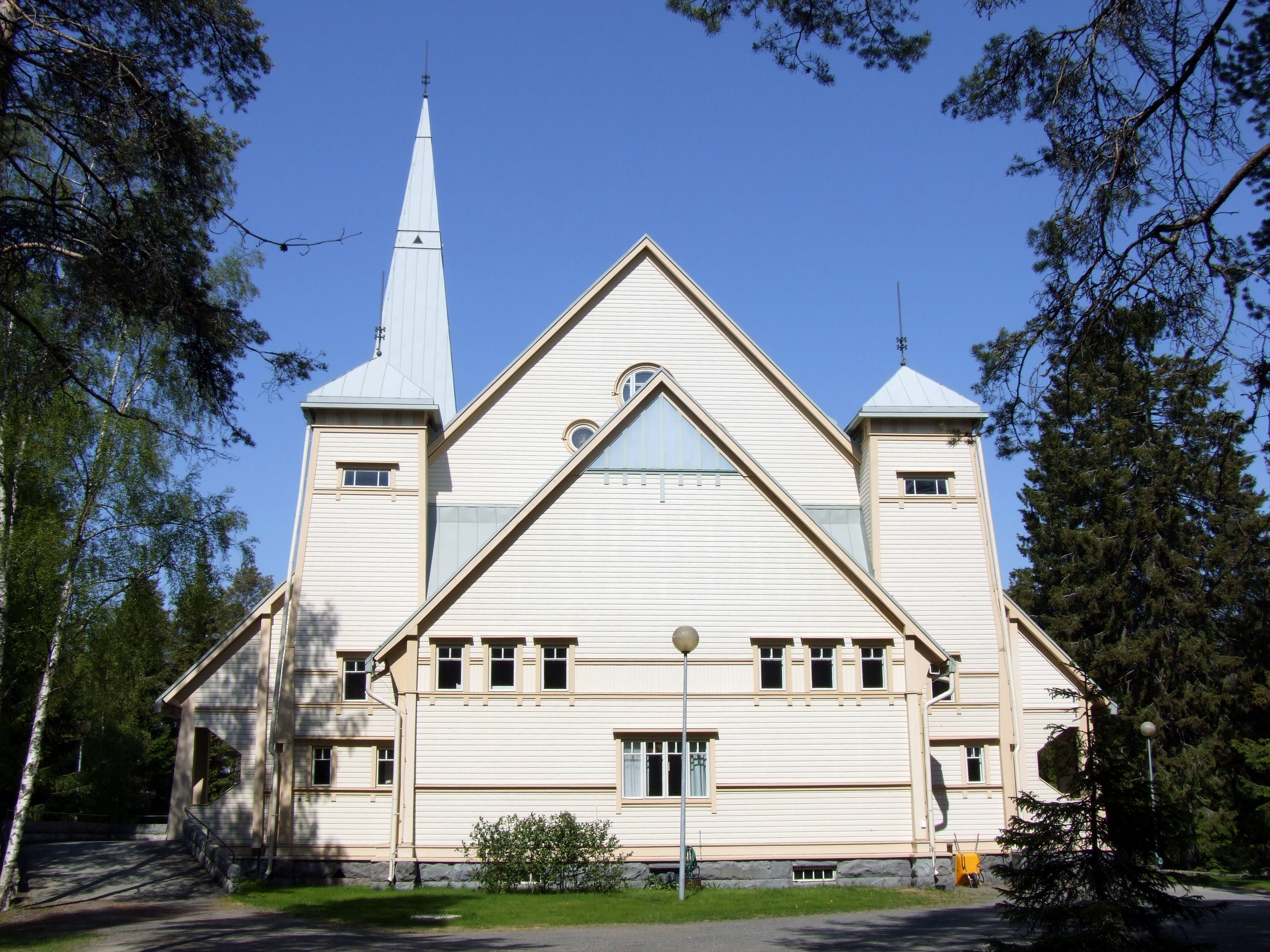
Église de Oulujoki.
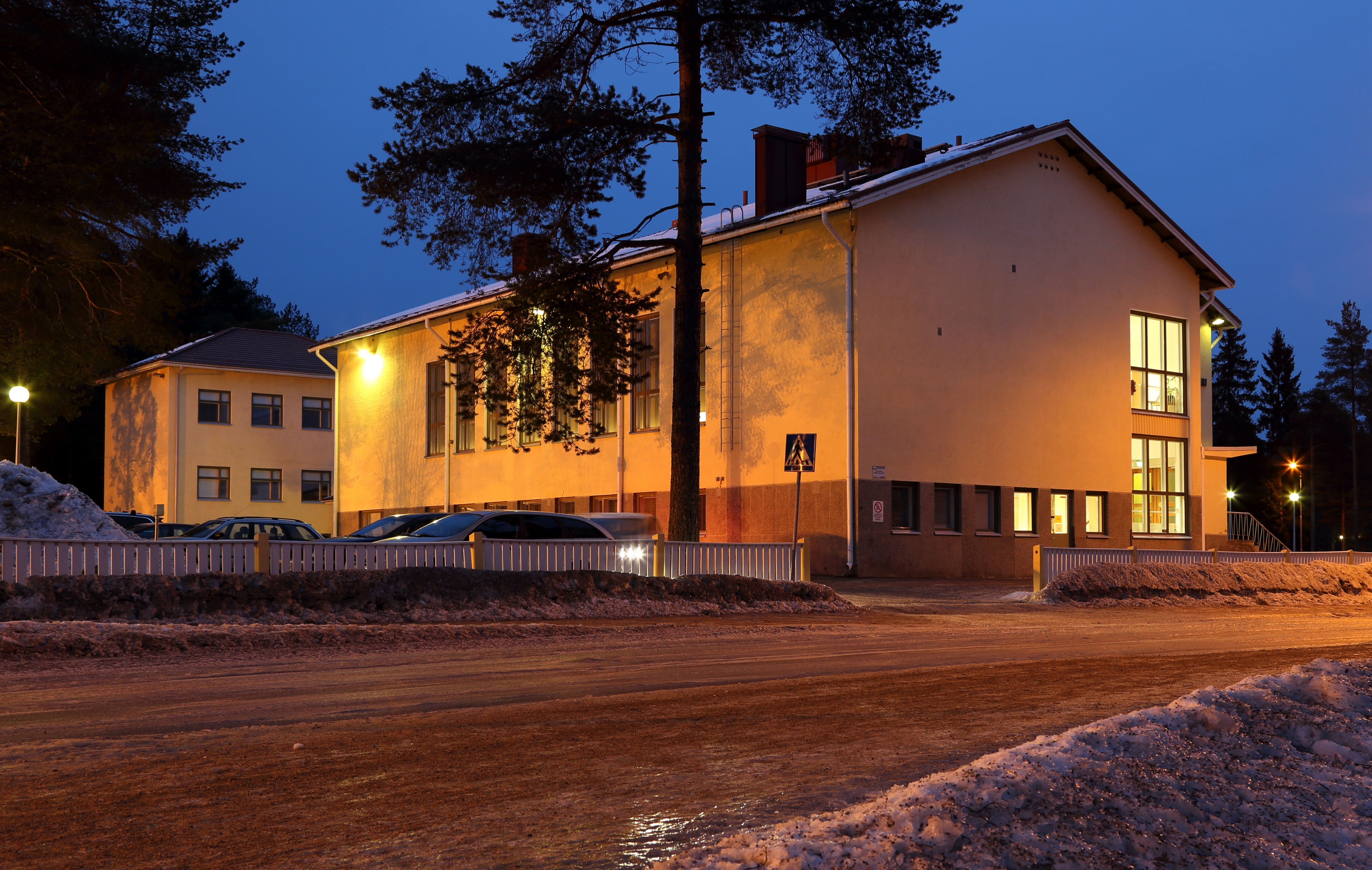
École de Oulujoki.
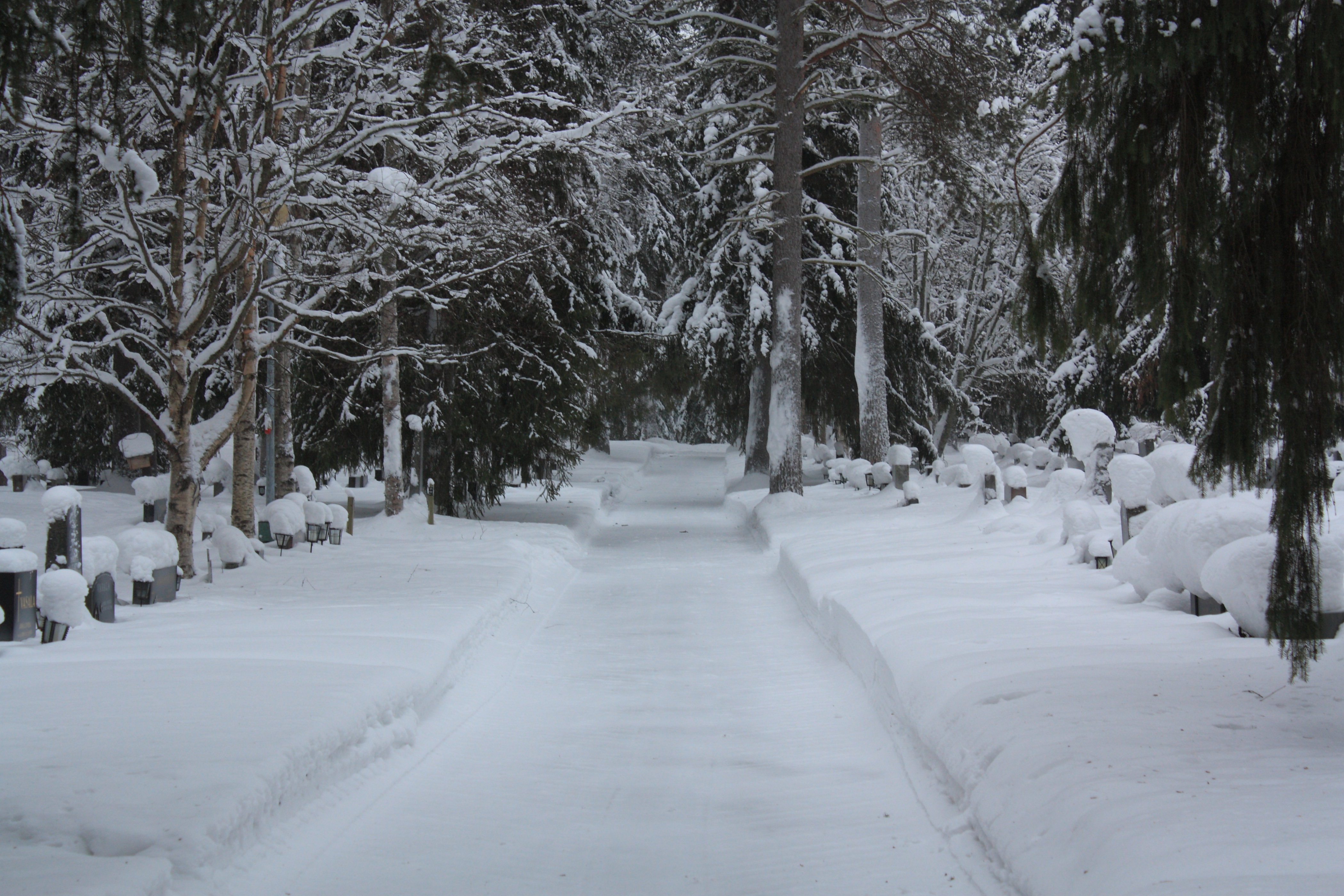
Cimetière de Oulujoki.